# Antonín Pospíšil (kněz)
Antonín Pospíšil (14. září 1925 Horní Nětčice – 15. srpna 2021 Brno-Žabovřesky) byl český římskokatolický kněz, spisovatel, překladatel a papežský kaplan.

## Život
Téměř celou 2. světovou válku prožil na arcibiskupském gymnáziu v Kroměříži, které však bylo několikrát zavřeno a přemístěno. V roce 1944 byl se spolužáky totálně nasazen do Němci zkonfiskované továrny Sigmund-Chema v Lutíně. V roce 1945 vstoupil do olomouckého kněžského semináře v Olomouci a dne 11. prosince 1949 přijal v Olomouci kněžské svěcení. Po dokončení teologického studia v roce 1950 nastoupil základní vojenskou službu, kterou strávil u pomocného technického praporu a ze které byl propuštěn až na konci roku 1953. Poté působil jako farní vikář, a to od ledna do září 1954 v Újezdci u Luhačovic, poté až do roku 1955 v Nivnici, následně ve Štípě, v letech 1956 až 1959 v Uherském Hradišti a posléze ve Vsetíně, odkud excurrendo spravoval farnost Růžďka. Pro svou kněžskou horlivost, za komunistického režimu nežádoucí, a působení mezi mládeží byl často překládán. Roku 1962 mu byl odebrán státní souhlas k výkonu duchovenské činnosti a začal pracovat jako tovární dělník v Rožnově pod Radhoštěm.
Teprve v březnu 1967 mu bylo umožněno stát farním vikářem v Hranicích, od listopadu 1968 do července 1977 byl administrátorem v Andělské Hoře a administrátorem excurrendo v Dětřichovicích a Rudné pod Pradědem. Od srpna 1979 působil jako administrátor farnosti v Dlouhomilově, odkud navíc excurrendo spravoval farnost Rohle, od října 1980 pak jako farář v Dolanech u Olomouce a administrátor excurrendo farností Jívová a Olomouc-Chválkovice. V prosinci 1991 se stal jívovským farářem a nadále zůstal též administrátorem excurrendo farností Hraničné Petrovice a Domašov nad Bystřicí, které spravoval už od roku 1990. V říjnu 2005 odešel na odpočinek do Dlouhomilova a začal se věnovat přípravě homiletických textů, kromě toho vypomáhal v duchovní správě na Šumpersku a Zábřežsku. Později se přestěhoval do Brna-Žabovřesk, kde žil do své smrti. Dne 8. března 2010 jej papež Benedikt XVI. jmenoval kaplanem Jeho Svatosti.

## Dílo
- Co čas přivál, RETI, Šternberk 2002
- Robert Schuman a sjednocování Evropy, RETI, Šternberk 2003
- Také čas přivál, RETI, Šternberk 2004
- Každý se jednou ohlédne za svým životem, nákladem vlastním, Dlouhomilov 2009
- Kázal jsem v čase adventním a vánočním, Kartuziánské nakladatelství, Brno 2009
- Kázal jsem v době postní a velikonoční, Kartuziánské nakladatelství, Brno 2011
- Bolestná minulost církve u nás, 2011
- Učící se církev – cyklus B II, nákladem vlastním, Brno 2013
- Učící se církev – cyklus C II, 2013

### Překlady
- Eugen Kleindienst: Emanuel – sedm dnů před Vánocemi, Matice cyrilometodějská, Olomouc 1995